# 长安薹草
长安薹草（学名：[Carex heudesii] 错误：{{Lang}}：文本有斜体标记（帮助））为莎草科薹草属的植物。分布在中国大陆的四川、陕西、甘肃等地，生长于海拔1,100米至2,000米的地区，常生于林下石隙处以及湿地上，目前尚未由人工引种栽培。